# Nectria aemulans
Nectria aemulans är en svampart som beskrevs av Rehm 1909. Nectria aemulans ingår i släktet Nectria och familjen Nectriaceae.   Inga underarter finns listade i Catalogue of Life.